# Chaleur torride
Pour plus de détails, voir Fiche technique et Distribution.
Chaleur torride (Зной, Znoï) est un film soviétique réalisé par Larissa Chepitko, sorti en 1963. Il s'agit de son premier long métrage.

## Synopsis
Le film est l'adaptation de la nouvelle de Tchinguiz Aïtmatov L'Oeil du Chameau.

## Fiche technique
- Titre original : Зной, Znoï
- Titre français : Chaleur torride
- Réalisation : Larissa Chepitko
- Scénario : Larissa Chepitko, Irina Povolotskaïa (ru) et Iossif Olchanski
- Photographie : Vladimir Arkhanguelski, Iouri Sokol
- Direction artistique : Aleksandre Makarov
- Son : Tolomouch Okeev, Iouri Cheine
- Compositeur : Roman Ledenev (ru)
- Production : Kirghizfilm
- Pays d'origine : URSS
- Format : Noir et blanc - Mono
- Genre : drame
- Durée : 75 minutes
- Date de sortie : 
  -  Union soviétique : 10 juin 1963

## Distribution
- Bolotbek Chamchiev : Kemel
- Nurmukhan Zhanturin : Abakir
- Klara Yusupzhanova : Kalipa
- Koumbolot Dosoumbaev : Cheïchen
- Darkoule Kouumova : Aldeï
- К. Essenov : Sadabek